# 城戶南藏院前站
城戶南藏院前站（日语：／ Kidonanzōinmae eki */?）是位於福岡縣糟屋郡篠栗町，屬於九州旅客鐵道（JR九州）的篠栗線（福北豐線）車站。車站編號為JC08。

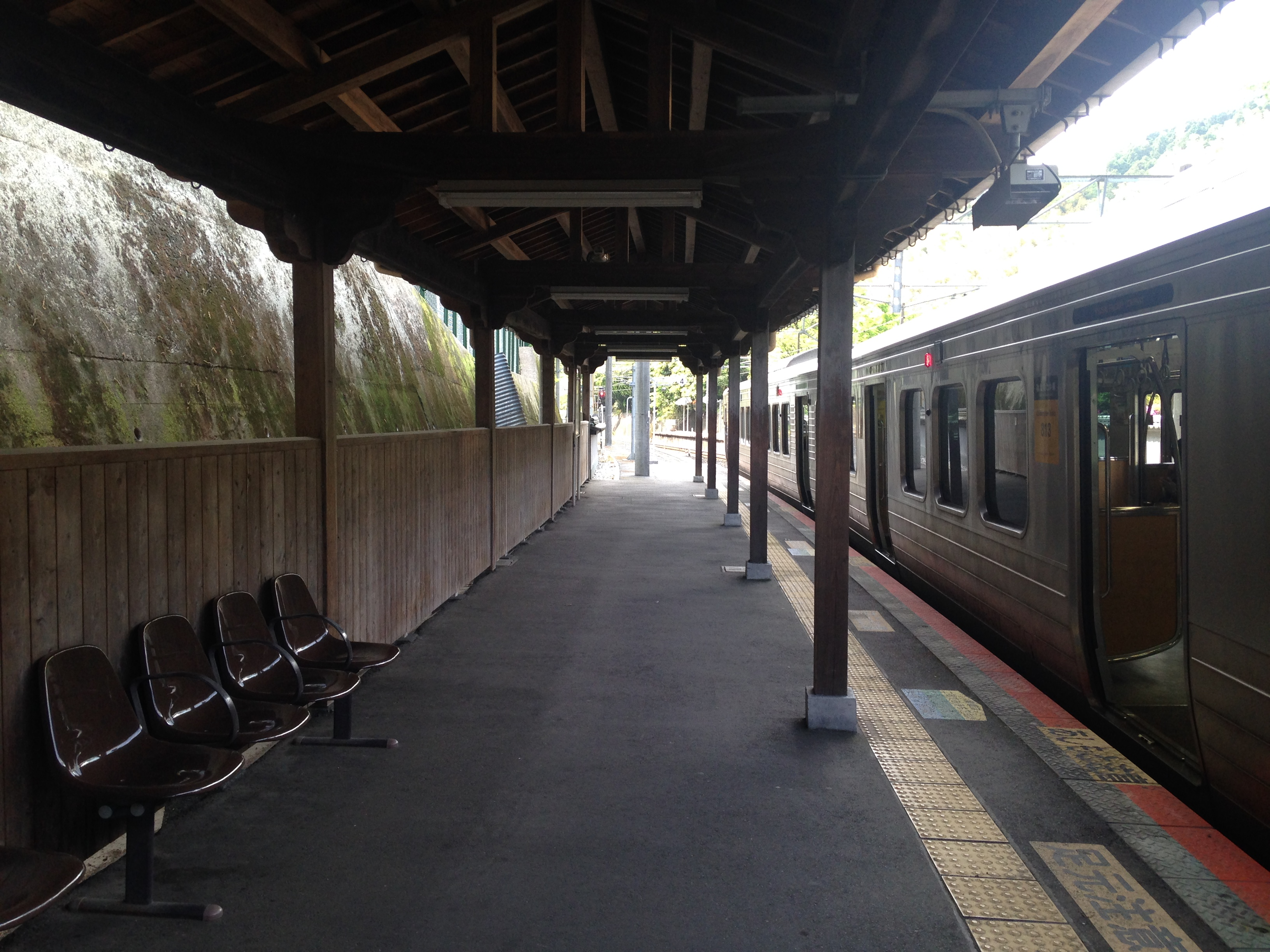
月台(2015年4月)

## 歷史
在鄰近此站的南藏院於1995年設置全長41米，高11米的釋迦涅槃像，使該寺的參拜拝急增。在2003年，車站名稱改為「城戶南藏院前」。
- 1968年（昭和43年）5月25日 - 日本國有鐵道篠栗線篠栗站至桂川站之間開通，此站啟用。當時車站名為城戶站。
- 1987年（昭和62年）4月1日 - 伴隨國鐵分割民營化，車站由九州旅客鐵道（JR九州）營運[2][3][4]。
- 2000年（平成12年）12月12日 - 翻新車站大樓外觀[5]。
- 2003年（平成15年）3月15日 - 車站改名為城戶南藏院前站[1]。
- 2009年（平成21年）3月1日 - 此站可以使用IC卡「SUGOCA」[6]。

## 車站構造
本站是地面車站，設有2面2線的相對式月台。站房位於站內北邊。由於此站鄰近靈場（南藏院），因此設有傷殘人士廁所，但沒有設置升降機，只有樓梯連接月台。此站的站房在2000年進行外觀改裝，並使用雪松木和銅板建成一個具有寺廟風格的站房。
此站是簡易委託車站，並委托南藏院負責售票業務。此站沒有MARS系統或POS終端。站内沒有設置自動閘機，但設有自動售票機。此站可以使用SUGOCA（不可購買SUGOCA，但可為SUGOCA增值）。

### 月台
| 月台 | 路線     | 上下行 | 方向                         |
| ---- | -------- | ------ | ---------------------------- |
| 1    | 福北豐線 | 上行   | 桂川、新飯塚、小竹、直方方向 |
| 2    | 福北豐線 | 下行   | 篠栗、長者原、吉塚、博多方向 |

## 使用狀況
在2019年（令和元年）度，1日平均乘車人次為303人。
| 上落車人次變化     | 上落車人次變化 |
| 年度               | 1日平均人次    |
| ------------------ | -------------- |
| 2019年（令和元年） | 303            |

## 車站周邊
此站位於篠栗隧道附近。於站前設有多多良川流過，當中設有橋樑跨越該河川，在橋的欄柵上設有鐵琴的琴鍵。在越過橋樑後，便到達國道201號，該國道與篠栗線並行。在國道一帶設有土產店。車站周邊設有一座日本最大的釋迦涅槃像，也設有南藏院和其他寺院。車站南邊設有八木山繞道通過。

### 寺院
- 南藏院（日语：南蔵院 (福岡県篠栗町)）（篠栗四國（日语：篠栗四国八十八箇所）第一號札所）
- 藥王寺
- 大師堂
- 水子供養堂
- 慈妙法院
- 正蓮院
- 地藏寺
- 彌谷寺
- 拜師堂（篠栗四國第七十二號札所）

### 商店、旅館
- 吉田屋
- 鶴屋旅館
- 丸屋食堂
- 玉屋

## 巴士路線
從車站步行一段距離即可到達西鐵巴士（西鐵巴士筑豐）「城戶」巴士站。在鶴屋旅館前設有篠栗町社區巴士（免費）和Oasis篠栗巡回巴士「城戶鶴屋前」巴士站。

### 西鐵巴士
平日每日只有1班巴士前往天神方向。於星期六、日及假日暫停。沒有二瀨川方向的路線。
- 31 : 二瀨川－日之浦口－城戶－篠栗－長者原（日语：長者原）－二又瀨－妙見－天神－大濠公園

#### Oasis篠栗巡回巴士
篠栗町的社區巴士，每日設有2班。免費乘坐。在町內巴士路線中，社區巴士較西鐵巴士方便。
- 城戶路線 : Oasis篠栗－大勢門－山手－城戶鶴屋前－內住－鄉之原

## 相鄰車站
九州旅客鐵道（JR九州）
 福北豐線（篠栗線）
■快速
筑前大分（JC10）－城戶南藏院前（JC08）－篠栗（JC06）
■普通
筑前大分（JC10）－（部分停九郎原（JC09））－城戶南藏院前（JC08）－筑前山手（JC07）

## 注腳
1. 1 2  . RAIL FAN (鐵道友之會). 2003-06-01, 50 (6): 21 （日语）.
2. ↑  九州鉄道百年祭実行委員会・百年史編纂部会 (编).  初版. 九州旅客鉄道. 1988: 181 （日语）.
3. ↑  『交通年鑑 昭和63年版』 交通協力會，1988年3月。
4. ↑  今村都南雄 『民営化の效果と現実NTTとJR』 中央法規出版，1997年8月。ISBN 978-4805840863
5. 1 2 3  . 交通新聞 (交通新聞社). 2000-12-14: 3 （日语）.
6. ↑  . 交通新聞 (交通新聞社). 2009-03-03: 1 （日语）.
7. ↑  SUGOCA 利用可能エリア （页面存档备份，存于）（日語） 九州旅客鐵道，截至2019年4月1日（2020年1月13日參閲）
8. 1 2   (PDF). 九州旅客鉄道.   [2020-09-24]. （原始内容存档 (PDF)于2020-08-24） （日语）.

## 外部連結
- 城戶南藏院前（車站資訊） - 九州旅客鐵道（日語）